# 노이뮌스터

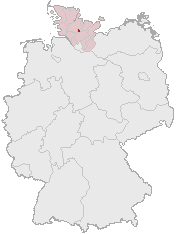
노이뮌스터의 위치

노이뮌스터(독일어: Neumünster)는 독일 북부 슐레스비히홀슈타인주에 있는 도시이다. 인구 76,955명(2009년).
킬 남쪽 35km, 함부르크 북쪽 65km, 뤼베크 서쪽 72km 지점의 주의 중앙부에 위치한다. 공식적으로는 1127년 문헌으로 처음 알려졌다. 19세기 철도 개통과 함께 발전하여 6개 노선의 철도가 교차한다. 함부르크·킬·플렌스부르크 방면 철도가 통한다.